# Arthas Menethil
Arthas Menethil è uno dei più importanti personaggi immaginari dell'universo di Warcraft creato da Blizzard Entertainment.
Il suo personaggio venne introdotto nel videogioco Warcraft III: Reign of Chaos e ripreso in The Frozen Throne, in entrambi i casi come personaggio portante. È il protagonista del romanzo Arthas - L'ascesa del Re dei Lich di Christie Golden, e appare anche, con un ruolo minore, in Of Blood and Honor di Chris Metzen e Day of the Dragon di Richard A. Knaak, oltre che nel manga Sunwell: la trilogia; è inoltre un personaggio giocabile in Heroes of the Storm. Nelle vesti di Re dei Lich, appare in gran parte del materiale della serie, in particolar modo in Wrath of the Lich King.

## Storia

### Gioventù
Arthas era il secondo figlio di re Terenas Menethil II di Lordaeron e di sua moglie Lianne, nato quattro anni prima dell'apertura del Portale Oscuro; aveva una sorella maggiore, Calia. Da ragazzo strinse amicizia con Varian Wrynn, il principe di Roccavento esule dal suo regno razziato dall'Orda. Venne addestrato al combattimento da Muradin Barbabronzea, e studiò come paladino sotto Uther l'Araldo della Luce. Venne accettato nell'ordine della Mano d'Argento all'età di 19 anni, con una cerimonia che si svolse nella Cattedrale della Luce di Roccavento.
Da ragazzo, Arthas possedeva un cavallo, chiamato Invincibile, a cui era molto affezionato. La bestia purtroppo si ferì gravemente scivolando in un ripido pendio durante una cavalcata, a causa del ghiaccio, morendo da una pugnalata da Arthas stesso per fermargli il dolore: dopo ciò, Arthas promise che avrebbe protetto chi ne aveva bisogno a qualunque costo.
Già da ragazzo, Arthas incontrò Jaina Marefiero, la giovane figlia dell'ammiraglio Marefiero di Kul Tiras, che studiava come incantatrice a Dalaran, e col tempo tra i due nacque una relazione. La cosa attirò su Arthas l'antipatia del principe Kael'thas Solealto, anch'egli invaghito della giovane. La relazione divenne pressoché ufficiale e si cominciò a parlare anche di matrimonio ma Arthas, non sentendosi pronto, la interruppe bruscamente, così che entrambi potessero concentrarsi sui loro compiti.
Arthas divenne un buon combattente e paladino. Re Terenas lo inviò ad aiutare Uther nel contrastare gli orchi del clan Roccianera, che stavano attaccando il villaggio di Strahnbrad, missione che portò a termine con successo.

### La diffusione della piaga della non morte
Due settimane dopo la vittoria sul clan orchesco, Arthas, accompagnato da Jaina, venne inviato ad indagare sulla diffusione di una strana piaga nel nord di Lordaeron: li vi scoprirono che la piaga era di origine magica, e veniva sparsa tramite del grano infetto da un fantomatico "Culto dei Dannati", guidato dal negromante Kel'Thuzad. Arthas e Jaina rintracciarono la provenienza del grano fino ad Andorhal (nelle odierne Terre Infette Occidentali), che era già stata colpita dalla piaga, e assistettero inorriditi alla trasformazione in non morto di chiunque avesse mangiato il grano; lì uccisero anche Kel'Thuzad, che prima di morire svelò loro che era il nathrezim Mal'Ganis a guidare tutta l'operazione, a Stratholme. I due si diressero lì, ma vennero bloccati da un'orda di non morti a Valsalda. Raggiunti appena in tempo dalle forze di Uther, che sbaragliarono i non morti, Arthas e gli altri ripresero la strada per Strathome. Lungo la via il principe venne visitato dal guardiano Medivh, che gli consigliò di lasciare le sue terre e salpare verso Kalimdor, ma Arthas rifiutò, affermando che fosse suo compito restare per difendere la sua patria.
Raggiunta Stratholme, scoprì che anch'essa era già stata contaminata, e che ben presto tutti i suoi abitanti si sarebbero mutati in non morti. Arthas decise di sterminarli prima che ciò potesse avvenire, scelta che gli costò l'appoggio sia di Uther (che Arthas accusò di tradimento) sia di Jaina, che rifiutarono di levare le armi contro civili innocenti. Durante l'epurazione della città Arthas incontrò Mal'Ganis faccia a faccia, il quale però sfuggì alla battaglia, sfidandolo a raggiungerlo nel continente di Nordania.

### A Nordania
Arthas si recò così a Nordania senza perdere tempo, ormai ossessionato dal suo compito di sconfiggere Mal'Ganis. Lì salvò dai non morti alcuni nani guidati da Muradin Barbabronzea, unendo quindi con loro le forze; Muradin gli parlò di una spada magica, Gelidanima, che Arthas decise di cercare, pensando che l'avrebbe aiutato contro Mal'Ganis.
Tuttavia, re Terenas, su consiglio di Uther, inviò al figlio un emissario con l'ordine di fare immediatamente ritorno a Lordaeron; per evitare di dover rientrare, Arthas assoldò alcuni mercenari e incendio le sue stesse navi, dopodiché diede colpa dell'accaduto ai mercenari stessi, facendoli trucidare dai suoi soldati, nonostante le proteste di Muradin.
Arthas e Muradin ripresero la ricerca di Gelidanima e, trovatala, scoprirono che era maledetta: Arthas decise di impugnarla lo stesso, affermando di "poter sopportare qualsiasi maledizione e di poter pagare qualunque prezzo per salvare il suo popolo e la sua patria". Afferrata la spada, il blocco di ghiaccio che la conteneva esplose, apparentemente uccidendo Muradin.
Immediatamente, tramite la spada, il principe cominciò a sentire la voce del Re dei Lich: Gelidanima era infatti una parte dell'armatura del Re dei Lich, posta lì proprio per attirare Arthas. Raggiunta la base di Mal'Ganis, Arthas sterminò i suoi servitori non morti e anche, con sommo stupore di quest'ultimo, il nathrezim stesso: tolto di mezzo Mal'Ganis, il piano del Re dei Lich per sottrarsi a Kil'jaeden era iniziato. Ormai Arthas era un suo servo, il primo dei cavalieri della morte al servizio del Flagello; poco dopo la morte di Mal'Ganis, Arthas uccise e trasformò in non morti i suoi stessi uomini.

### La distruzione dei regni di Lordaeron
(Dopo aver saccheggiato la capitale di Lordaeron)
Tornato a Lordaeron, Arthas venne accolto come l'eroe che aveva sconfitto per sempre i non morti e gli untori della Piaga: il regno venne però gettato nella disperazione quando il principe uccise suo padre, re Terenas, prendendone il posto, e facendo calare le armate del Flagello dei non morti su Lordaeron.
Non molto tempo dopo, Arthas venne convocato dal nathrezim Tichondrius, ricevendo l'ordine di ricostituire il Culto dei Dannati e di riportare in vita Kel'Thuzad. Per ottemperare a questo scopo, il principe aveva bisogno innanzitutto di un'urna magica per contenere le ceneri del negromante defunto, urna contenente le ceneri del padre e protetta dai paladini della Mano d'Argento. Sterminati i paladini, compreso il suo vecchio mentore Uther, e gettate al vento le ceneri di Terenas, Arthas diresse le sue armate verso Quel'Thalas, sede del magico Pozzo Solare, che avrebbe dovuto usare per far resuscitare Kel'Thuzad.
Nonostante la difesa accanita degli alti elfi, guidati dalla loro caporanger Sylvanas Ventolesto, le truppe di Arthas riuscirono ad entrare a Lunargenta e raggiungere l'Isola di Quel'Danas, dove Kel'Thuzad venne riportato in vita in forma di lich, corrompendo irrimediabilmente il Pozzo Solare; durante il sacco del regno elfico viene sterminata gran parte della popolazione, compresi Sylvanas (che venne riportata in vita come banshee) e re Anasterian Solealto.
Tramite un portale magico, uno dei signori della Legione Infuocata, l'eredar Archimonde, ordinò a Kel'Thuzad di recuperare il libro degli incantesimi di Medivh, custodito a Dalaran. Assediata la città-stato, le truppe di Arthas riuscirono a farsi strada fra le sue difese magiche, uccidendo gran parte dei suoi arcimaghi, tra cui il maestro di Jaina, Antonidas, e recuperando il tomo. Grazie ad esso, Kel'Thuzad riuscì ad evocare Archimonde ad Azeroth, il quale come prima cosa rase al suolo Dalaran: l'arrivo dell'eredar, inoltre, tolse importanza ad Arthas e Kel'Thuzad, che rimasero nell'ombra mentre l'attenzione della Legione si spostava sul suo scopo primario, Nordrassil.
Su ordine del Re dei Lich, Arthas seguì di nascosto la Legione a Kalimdor, dove convinse l'elfo della notte Illidan Grantempesta ad assorbire il potere del Teschio di Gul'dan: grazie ad esso, l'elfo riuscì ad uccidere Tichondrius, liberando così involontariamente il Re dei Lich da un altro dei suoi controllori.

### Ritorno a Nordania
Tornato a Lordaeron, Arthas scaccia i Signori del terrore Detheroc, Balnazzar e Varimathras, e diventa il nuovo re di quelle terre e padrone del Flagello. Tuttavia, durante i massacri nei villaggi degli umani e dei paladini sfuggiti alla prima epurazione, Arthas sente i suoi poteri affievolirsi, e gli appare il Re dei Lich, che lo informa di star perdendo il suo potere, lo avverte di un grande pericolo a Nordania e gli ordina di ritornate in quelle distese ghiacciate. I Signori del terrore sentono che il re Arthas sta perdendo i suoi poteri e ne approfittano per rubargli gran parte dei suoi non morti e per tendergli un'imboscata e ribellarsi, ma Arthas riesce a fuggire da Lordaeron, e, in seguito, grazie al salvataggio di Kel'Thuzad, anche da una nuova imboscata ordita da Sylvanas Ventolesto, la quale comincia a riacquistare la sua volontà a causa dell'allentamento del controllo mentale che il Re dei Lich aveva su di lei, causato dalla perdita dei poteri del Re stesso. Prima di imbarcarsi Arthas affida il suo regno al lich Kel'Thuzad, l'unico rimastogli fedele.
Approdato a Nordania, trova una base degli elfi del sangue guidati da Kael'thas Solealto e riesce a sconfiggerli grazie anche all'arrivo del suo nuovo alleato Anub'arak, inviatogli in soccorso dal Re dei Lich. Con lui decide di passare per l'antico regno sotterraneo di Azjol-Nerub, una scorciatoia che gli permetterà di arrivare in tempo per salvare il Re dei Lich. Qui sconfigge i nani ancora vivi di Muradin Barbabronzea, e altre numerose creature che cercano di bloccargli la strada, tra cui i Nerubiani nemici di Anub'arak. Infine arriva a Corona di Ghiaccio, giusto in tempo per sconfiggere le armate di Illidan.
Dopo la vittoria ferisce gravemente in duello Illidan, entra nel trono ghiacciato e prendendo l'elmo di Ner'zhul si fonde con lui, diventando il nuovo, potentissimo Re dei Lich.

### Dopo la fusione
Dopo la fusione, Arthas dorme per molti anni; nei suoi sogni consuma lo spirito di Ner'zhul e bandisce Matthias Lehner, lo spirito di un bambino, il cui nome è l'anagramma di "Arthas Menethil"; Matthias rappresenta tutto ciò che restava dell'Arthas di un tempo, capace di compassione e di amore.
Risvegliatosi, Arthas si toglie il suo stesso cuore, convinto che ogni cosa che aveva di mortale lo rendesse più debole. Ora in grado di muoversi, viaggia fino al punto in cui era morta la prima consorte del drago Malygos, Sindragosa, e qui la resuscita come uno dei più potenti draghi dei ghiacci non morti al suo servizio.
Tempo dopo scaglia una nuova Piaga su Kalimdor e sui Regni Orientali, e quando viene curata spedisce orde di abomini e draghi dei ghiacci ad attaccare Orgrimmar e Roccavento. In seguito a ciò, sia l'Alleanza che l'Orda salpano per Nordania con l'intento di dar battaglia al Flagello.
Tutti questi attacchi il Re dei Lich li pensò per attirare potenti eroi a Nordania, dove intendeva corromperli ed usarli contro la loro stessa gente, in maniera simile al percorso che lui stesso aveva fatto.

### La morte
(Lo spirito di re Terenas ad Arthas morente)
Tempo dopo, sia Jaina che Sylvanas guidarono un gruppo di eroi (rispettivamente dell'Alleanza e dell'Orda) per sconfiggere il Re dei Lich; Jaina guidò il suo gruppo anche nell'intento di avere le prove che l'uomo che aveva amato non era del tutto scomparso, prove che in un primo momento non riesce a recuperare. Entrambe le spedizioni fallirono.
In seguito, un altro gruppo di campioni venne guidato da Tirion Fordring. Incapacitato Tirion, Arthas uccise in un sol colpo tutti i campioni, preparandosi poi a resuscitarli al suo servizio. Venne però fermato da Tirion, liberatosi, che riuscì con la spada Brandicenere a spezzare Gelidanima, liberando le anime in essa rinchiuse, tra cui anche quella di re Terenas. Ciò indebolì molto Arthas, e i campioni, riportati in vita da Terenas, riuscirono infine a ferirlo a morte, liberando anche il suo spirito dalla morsa della lama. Arthas morì qualche istante dopo, tra le braccia dello spirito di suo padre, mentre il ruolo del Re dei Lich, che non poteva essere distrutto, venne preso da Bolvar Domadraghi.
Gli avventurieri rinvengono inoltre una serie di oggetti appartenuti ad Arthas, fra cui un medaglione di Jaina, un distintivo della Mano Argentata ed altre cose, segno che lo spirito di Arthas non era andato completamente perduto.

### La verità nascosta
Arthas tuttavia non trovò mai veramente paceː ciò che rimaneva di lui si ritrovò confinato nei frammenti di Gelidanima insieme allo spirito di Ner'zhul che cercò di corromperlo facendogli brandire un'altra volta la lama. Un Cavaliere della Spada d'Ebano, giunto a Corona di Ghiaccio per forgiare con i frammenti della spada runica le spade Brandigelo e Mietigelo, una volta forgiate venne risucchiato all'interno delle spade dove trovò Arthas e Ner'zhul. Istigato da Ner'zhul sul fatto che era un nemico, Arthas attaccò il cavaliere ma venne sconfitto, mandando a monte il misterioso piano del suo aguzzino.

## Aspetto
Arthas era un uomo dai capelli d'oro come il grano e con gli occhi azzurri; indossava una possente armatura dorata con un mantello blu; quando divenne paladino della Mano d'Argento ottenne il martello dei paladini. Quando divenne Cavaliere della Morte la pelle diventò mortalmente pallida, così come i capelli (in Arthas - L'ascesa del Re dei Lich vengono descritti "bianchi come le ossa"), mentre l'armatura venne sostituita con una grigia-scura ornata con teschi; al posto del martello ebbe Gelidanima. Quando divenne il Re dei Lich indossò l'Elmo del Dominio.

## Personalità
Arthas era un uomo d'azione, coraggioso, impulsivo e diretto, rappresentava un vero e proprio leader ispiratore per i suoi uomini. Sempre brillante nelle conversazioni con gli altri personaggi, Arthas ha anche un forte senso di lealtà verso i suoi soldati ed il suo regno.
D'altra parte, Arthas è stato vendicativo e di tanto in tanto ha perso il controllo. Ha agito spesso senza l'approvazione degli altri, ma sempre con buone intenzioni. Fu proprio il senso di lealtà e l'amore per la propria gente a trasformarlo in ciò che è adesso: infatti prese la spada runica Gelidanima, accettando di offrire qualsiasi cosa e pagare qualunque prezzo per vedere salvo il suo popolo; ironicamente il prezzo sarebbe stato diventare colui che l'avrebbe distrutto. Dopo la morte di suo padre, Arthas affermò di non provare rimorso, vergogna o pietà: segno che la sua anima era stata rubata dalla spada. Qui nacque un nuovo Arthas, una sua versione spietata e cinica con un amaro senso dell'umorismo.
Eppure la spada non riuscì a rubare completamente la sua anima: una piccola parte lottò fino alla fine. Come confermato da Uther nelle Sale dei Riflessi, che "una piccola parte di Arthas sia rimasta nella mente del Re dei Lich" e sembra essere tutto ciò che lo ha trattenuto dall'annientare tutti i viventi. In seguito il Re dei Lich distrusse questa debole e blanda presenza all'interno della sua mente.